# Крижанівський Сава Полікарпович
Са́ва Поліка́рпович Крижані́вський (нар. 19 грудня 1914, Довга Пристань  — пом. 12 вересня 1970, Первомайськ) — Герой Радянського Союзу (1944).

## Біографія
Сава Полікарпович Крижанівський народився 19 грудня 1914 року в селі Довга Пристань Первомайського району Одеської, а нині Миколаївської області в селянській родині. Після закінчення шести класів місцевої школи в 1929 році спочатку працював в рідному селі, а згодом переїхав на роботу в Донецьку область.З 1936 по 1938 роки проходив військову службу в рядах РСЧА. Після демобілізації працював в селі Новосухотине Кокчетавської області (тепер м.Тайинша Північноказахстанської області).
В боях Німецько-радянської війни з листопада 1941 року. Воював на Південному фронті. Як командир відділення брав участь у боях за хутір Ричков та станцію Котельниково, перешкоджаючи німецьким військам з групи «Гот» деблокувати оточену під Сталінградом 6-ту німецьку армію. За ці бої 7-й танковий корпус був перетворений у 3-й Гвардійський і удостоєний почесного найменування «Котельниковський». В подальшому брав участь боях під Харковом та Курськом, форсуванні Дніпра північніше Києва, де було захоплено невеликий плацдарм на правому березі. Командування бригади отримало завдання виявити ворожу оборону по річці Ірпінь. Для виконання цього завдання командиром батальйону майором Дьячуком було направлено групу розвідників на чолі зі старшим сержантом Крижанівським С. П. Завдання командування було виконано на відмінно. При цьому розвідники на чолі з Крижанівським знищили саперний підрозділ ворога разом з бойовою технікою і захопили полонених.
В представленні до звання Героя Радянського Союзу, підписаному командуючим 38-ю армією генерал-полковником Москаленком К. С. і командуючим Воронезьким фронтом генералом армії Ватутіним М. Ф., відмічено, що Сава Крижанівський вивів зі строя 96 солдатів і 5 офіцерів гітлерівської армії, привів 20 «язиків», підбив 4 танки, 3 бронетранспортери, знищив 6 автомашин, 2 ручних і 1 станковий кулемети противника.
Указом Президії Верховної Ради СРСР від 10 січня 1944 року командиру взвода автоматників 2-ї гвардійської мотострілецької бригади 3-го гвардійського танкового корпуса гвардії старшому сержанту Крижанівському С. П. присвоєно звання Героя Радянського Союзу.
В подальшому брав участь в Білоруській стратегічній операції, форсуванні річки Березини, визволенні смт Крупки, міст Борисов, Мінськ. Перейшовши державний кордон, продовжував бити ворога на території Східної Пруссії і Польщі, форсував Віслу та Одер.

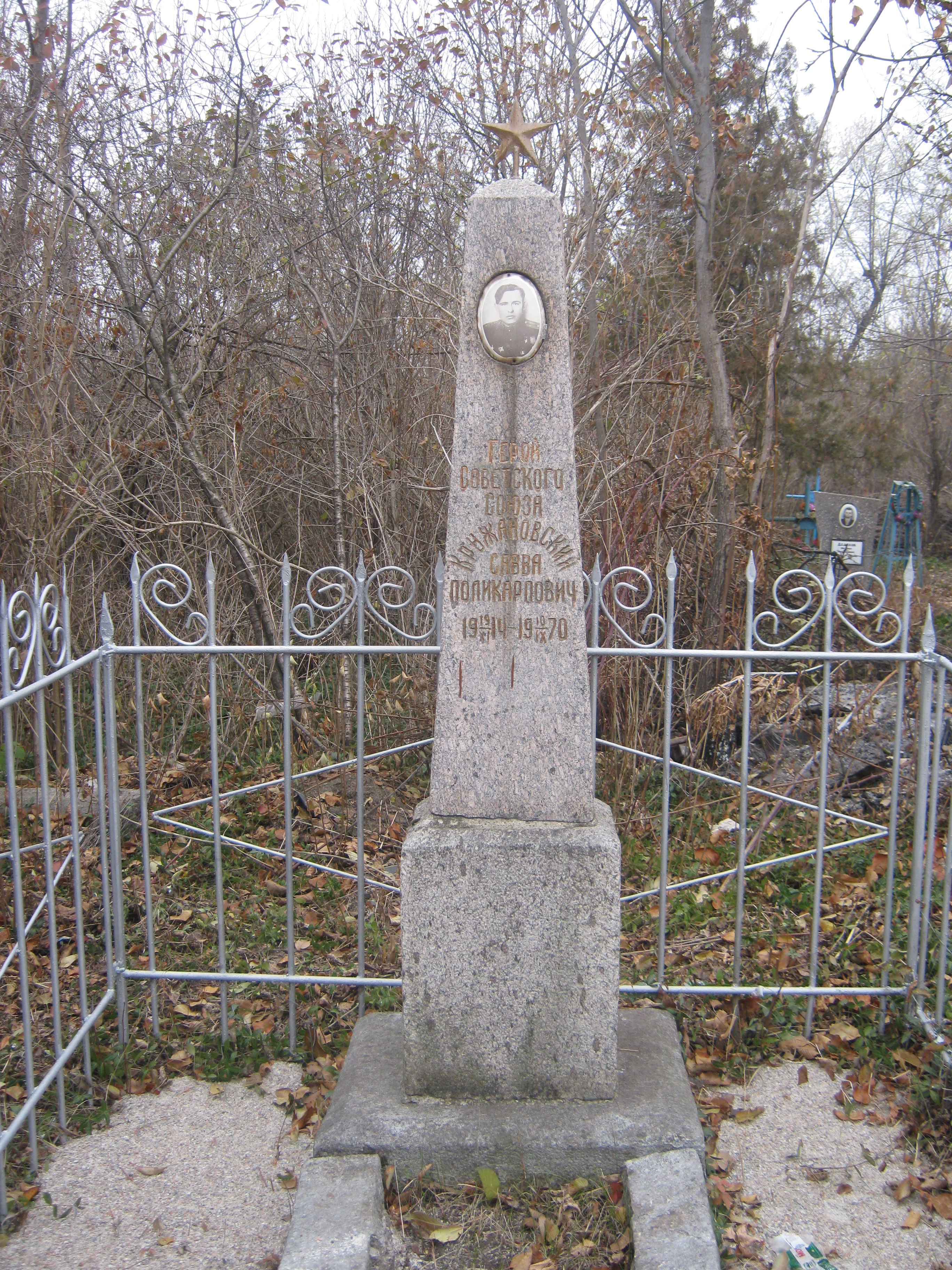
Могила С. П. Крижанівського

В 1945 році закінчив курси молодших лейтенантів при Московському військовому окрузі, проте за станом здоров'я був демобілізований. Разом з дружиною переїхав у місто Первомайськ Миколаївської області. Працював комірником вагової на Первомайському колгоспному ринку. Виховав дочку і сина.
Помер 12 вересня 1970 року. Похований в Первомайську на кладовищі по вулиці Вознесенській.

## Нагороди
- Золота Зірка Героя Радянського Союзу (10.01.1944 р. № 2638)
- Орден Леніна (10.01.1944, № 16502)
- Орден Вітчизняної війни 1 ступеня (21.07.1944, № 57985)
- Орден Червоної Зірки (12.05.1943, № 145484)
- Медаль «За відвагу» (05.10.1943, № 688256)
- Медаль «За перемогу над Німеччиною»
- Медаль «20 років перемоги у ВВВ»
- Медаль «50 років Радянській Армії та Флоту»

## Пам'ять
Ім'ям С. П. Крижанівського названо вулиці в селі Довга Пристань Первомайського району Миколаївської області, в селі Вербова Балка Первомайського району Миколаївської області та в місті Тайинша Північноказахстанської області.